# Daguexe

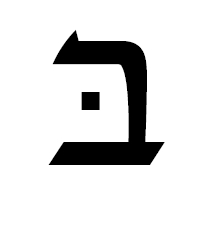
Daguexe

Daguexe, na língua  hebraica, é um ponto que funciona como sinal "enfatizador". Há dois tipos de enfatizadores: o brando (cal, conhecido também como daguexe leve) e o forte (chazaque ou daguexe forte).
Há duas subcategorias de daguexe forte: forte estrutural (chazaque tavniti) e o forte complementar (chazaque maslim). O daguexe brando afeta os fonemas /v/ /g/ /d/ /kh/ /f/ /t/ no início de uma palavra, ou depois de um scheva de repouso. As ênfases do tipo forte estrutural pertencem a certos padrões vocálicos (miscalim e binanim). O daguexe forte complementar é acrescentado quando ocorre uma assimilação vocálica. Como mencionamos antes, a ênfase influencia qual par de alófonos deve ser pronunciado. Bastante interessante é que uma certa evidência histórica indica que /g/, /d/ and /t/ costumavam ter versões de ênfase próprias, contudo elas desapareceram de praticamente todos os dialetos falados do hebraico. Todas as outras consoantes, exceto as aspiradas, podem receber uma ênfase, mas seus sons não sofrerão mudanças.